# Suthasini Sawettabut
Suthasini Sawettabut (Thai: สุธาสินี เสวตรบุตร; Ranong, 9 december 1994) is een Thais professioneel tafeltennisster. Zij speelt rechtshandig met de shakehandgreep.
Zij nam namens haar land deel aan de Olympische Zomerspelen 2016 en 2020 maar won daar geen medailles.